# Myesyats
Myesyats var i slavisk mytologi en gudsgestalt som associerades med månen.
I till exempel serbiska berättelser är Myesyats en kvinnlig gestalt, hustru till Dazhbog som var solen. I andra slaviska myter är Myesayats en manlig gestalt och i de fallen betraktas Dazhbog som kvinna.